# 赫爾曼·格羅厄
赫爾曼·格羅厄（德語：Hermann Gröhe，1961年2月25日—）是德國的一位政治人物。他自2013年12月17日開始擔任德國聯邦健康部的部長。格羅赫所屬的政黨是基督教民主聯盟。格羅赫畢業於科隆大學的法學院，曾經在1987年至1993年擔任大學的研究助手。1997年開始，他擁有律師執照。1977年，他加入基督教民主聯盟。